# Hallettsville, Texas
Hallettsville là một thành phố thuộc quận Lavaca, tiểu bang Texas, Hoa Kỳ. Năm 2010, dân số của xã này là 2550 người.

## Dân số
- Dân số năm 2000: 2345 người.
- Dân số năm 2010: 2550 người.